# Enfant endormi
Un enfant endormi (arabe : راقد (raqed) ou راگد (raged), berbère : bou-mergoud) est, selon une croyance présente dans certaines parties du monde musulman, un fœtus qui a suspendu ou ralenti son développement dans l'utérus de sa mère, prolongeant la grossesse au-delà de la période approximative de neuf mois communément admise par la médecine moderne. Il serait possible d'endormir, par voie de sorcellerie blanche, un enfant dont la mère ne souhaite pas la naissance immédiate, en particulier quand le mari est absent pour une longue période. Ce mythe a connu une nouvelle jeunesse avec l'émigration massive des hommes qui ont laissé sur place leurs épouses.

## Aire
Cette croyance est présente dans le Maghreb, en particulier au Maroc, mais aussi à Mayotte.

## Fiction juridique
Cette croyance n'est pas seulement d'ordre populaire, mais est acceptée et commentée dans la législation islamique : elle constitue ainsi une fiction juridique utile pour éviter, d'une part, l'institution d'enfants naturels, privés de filiation (la filiation s'établissant de façon patrilinéaire), en particulier en cas d'absence du mari (décès ou voyage), mais aussi en cas de divorce.
D'autre part, cette croyance permet à une femme qui est visiblement enceinte et accouche, de ne pas être accusée de fornication si elle est célibataire (jamais mariée, divorcée ou veuve), ou d'adultère si elle est éloignée de son mari depuis plus de neuf mois. L'adultère étant souvent puni de mort, la cellule villageoise se protège ainsi contre une déstabilisation trop importante en « fermant les yeux » lorsque la femme en question occupe une position sociale établie.
Selon les écoles juridiques, la durée présumée de la grossesse peut être plus ou moins longue : les hanafites considèrent que la grossesse peut durer deux ans ; les chaféites et les hanbalites quatre ans, et les malékites de quatre à cinq ans.
En droit positif, la Moudawana (au Maroc) donne une période d'un an (article 154). Le Code de la famille algérien et le Code du statut personnel tunisien le fixent désormais à dix mois.

## Dans la culture
Ce mythe est le thème principal du roman L'Enfant endormi de Noufissa Sbaï, publié en 1987, et du film L'Enfant endormi de Yasmine Kassari, sorti en 2004.